# Едвард Віктор Епплтон
Едвард Віктор Епплтон (англ. Sir Edward Victor Appleton; 6 вересня 1892 — 21 квітня 1965) — англійський фізик, лауреат Нобелівської премії з фізики 1947 року «за дослідження фізики верхніх шарів атмосфери, особливо за відкриття так званого шару Епплтона».

## Біографія
Народився 6 вересня 1892 в Бредфорді (графство Йоркшир). Поступив в Сент-Джонз-коледж Кембриджського університету, але змушений був перервати навчання у зв'язку з Першою світовою війною. Служив у військах зв'язку; повернувшись після закінчення війни до Кембриджа, став вивчати радіофізику. У 1920 Епплтон — асистент демонстратора фізика Кавендіської лабораторії, в 1922 — молодший лектор в Триніті-коледжі. У 1924–1936 — професор Лондонського, а в 1936–1939 — Кембриджського університету. У 1939–1949 — секретар міністерства наукових досліджень Великої Британії, з 1949 — ректор Единбурзького університету.
Основні роботи присвячені радіофізиці, головним чином розповсюдженню і загасанню радіохвиль. Досліджуючи віддзеркалення радіохвиль в атмосфері, в 1924 спільно з англійським фізиком М. Барнеттом виявив провідний атмосферний шар — іоносферу, існування якої було передбачене раніше А. Кеннеллі і О. Гевісайдом. У 1926 відкрив другий, вищий відбивний шар (F-шар, або шар Епплтона), що забезпечує розповсюдження коротких радіохвиль навколо земної кулі. Показав, що радіохвилі, відбиті цим шаром, еліптично поляризовані. Вивчав ступінь іонізації різних відбивних шарів у верхній атмосфері; встановив, що провідність цих шарів пов'язана з активністю Сонця.
У 1926 Епплтон став членом Лондонського королівського товариства, в 1941 був посвячений у лицарі. Серед нагород і відзнак — премія М. Лібмана (1929), медаль Фарадея (1946). Помер Еплтон в Единбурзі 21 квітня 1965. Був одружений та мав двох доньок.